# مني ليزا
مني ليزا هي ممثلة فلبينية، ولدت في 22 يونيو 1922 في توندو ‏ في الفلبين، وتوفيت في 25 أغسطس 2019 في مانيلا في الفلبين بسبب مرض آلزهايمر. من الجوائز التي نالتها جائزة فاماس ‏.

## جوائز
- جائزة فاماس [الإنجليزية]‏
- جائزة غواد أوريان [الإنجليزية]‏

## وصلات خارجية
- مني ليزا على موقع IMDb (الإنجليزية)
- مني ليزا على موقع قاعدة بيانات الفيلم (الإنجليزية)